# Сафа Герай (хан Крыма)
Сафа́ Гера́й (Гире́й) (крым. Safa Geray, صفا كرای‎; 1637—1703) — крымский хан из династии Гераев (1691—1692), сын нурэддина Сафы Герая (ум. 1637), внук крымского хана Селямета I Герая. Сафа Герай был нурэддином в первое правление Селима I Герая (1671—1678).

## Правление
Заняв ханский престол, Сафа Герай назначил калгой Кара-Девлета Герая, а нурэддином — Шахина Герая. Взойдя на крымский трон, повел себя недостойно, начав открыто обогащаться, в том числе путём вымогательств. Унизил достоинство монарха тем, что занялся торговлей (мылом и рыбой), а также лично взял налоги на откуп. Кроме всего, стал пьянствовать, из-за чего потерял всякое уважение в народе. Настроил против себя знать, которая твердо решила требовать смены хана. Когда султан пригласил Сафу Герая в австрийский поход, беи отказались сопровождать презираемого ими правителя и остатки войск покинули его по пути в Австрию, на Дунае. Крымцы обратились к султану, требуя сместить хана и назначить на его место популярного в стране Селима I Герая. Эта просьба была удовлетворена. Сафа Герай поселился на острове Родос, где продолжил торговать.
Умер в 1703 году в городе Карын-Абад (ныне территория Болгарии), похоронен во дворе тамошней мечети.